# Клеменс Дейн
Клеменс Дейн (англ. Clemence Dane, справжнє ім'я — Уініфред Ештон (англ. Winifred Ashton; 21 лютого 1888, Блекхіт, Лондон, Велика Британія — 28 березня 1965, Лондон, Велика Британія) — англійська письменниця, сценарист і драматург. Лауреат премії «Оскар» (1947) в номінації «Найкраще літературне першоджерело» за фільм «Досконалі незнайомці» (1945).

## Життя і кар'єра
Після отримання освіти поїхала до Швейцарії, щоб працювати репетитором французької мови, але через рік повернулася додому. Вивчала мистецтво в Лондоні і Німеччини. Після Першої світової війни викладала в школі для дівчаток і почала писати. Взяла псевдонім «Клеменс Дейн» на честь церкви Сент-Климент-Дейнс на Стренді, Лондон.
Її перший роман «Жіночій полк» про життя в школі для дівчаток, був написаний в 1917 році. У 1919 році вона написала «Легенду», історію групи знайомих, які обговорюють значення життя і роботи померлого друга. У п'єсі Дейн 1921 року «Білль про розлучення» розповідається про дочку, яка піклується про свого бежевільного батька. У 1932 році п'єса була адаптована до фільму «Білль про розлучення» з Кетрін Хепберн і Джоном Беррімором в головних ролях. Крім романів, Дейн спочатку також писати сценарії. Вона була співавтором сценарію для «Анни Кареніної» з Гретою Гарбо в головній ролі. Вершиною успіху Дейн стала премія «Оскар» з Ентоні Пеліссьє за фільм «Відпустка від шлюбу», випущений у Великій Британії під назвою «Досконалі незнайомці», в головних ролях Роберт Донат і Дебора Керр.
На час своєї смерті в Лондоні, 28 березня 1965 року, Дейн написала понад 30 п'єс і 16 романів.